# Municipio de Marion (condado de Lee, Iowa)
El municipio de Marion (en inglés: Marion Township) es un municipio ubicado en el condado de Lee en el estado estadounidense de Iowa. En el año 2010 tenía una población de 509 habitantes y una densidad poblacional de 5,38 personas por km².

## Geografía
El municipio de Marion se encuentra ubicado en las coordenadas 40°46′23″N 91°32′32″O / 40.77306, -91.54222. Según la Oficina del Censo de los Estados Unidos, el municipio tiene una superficie total de 94.63 km², de la cual 94,59 km² corresponden a tierra firme y (0,04 %) 0,04 km² es agua.

## Demografía
Según el censo de 2010, había 509 personas residiendo en el municipio de Marion. La densidad de población era de 5,38 hab./km². De los 509 habitantes, el municipio de Marion estaba compuesto por el 99,61 % blancos, el 0,2 % eran asiáticos y el 0,2 % eran de una mezcla de razas. Del total de la población el 0 % eran hispanos o latinos de cualquier raza.